# Lucas Cranach il Giovane

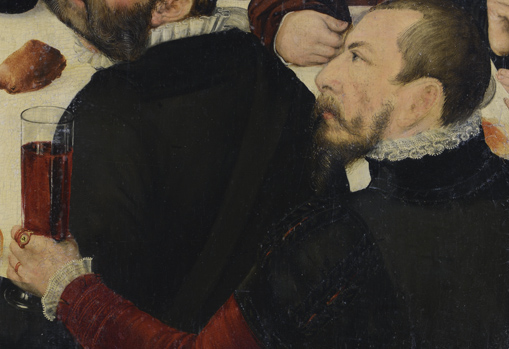
Presunto autoritratto dell'artista nellUltima Cena simbolica, 1565, Dessau, Schlosskirche

Lucas Cranach il Giovane (Wittenberg, 4 ottobre 1515 – Weimar, 25 gennaio 1586) è stato un pittore e incisore tedesco, figlio di Lucas Cranach il Vecchio.

## Biografia
Il più giovane dei figli dell'artista e di Barbara Brengebier, cominciò la sua carriera come apprendista nella bottega paterna, insieme col fratello Hans. Nella sua attività di artista riscosse notevoli successi, continuando l'attività paterna ed ereditandone, alla sua morte, l'attivissima bottega. Cranach il Giovane è noto per i ritratti e le versioni semplici e chiare di scene allegoriche e mitologiche. Lo stile della sua pittura può essere così simile a quello di suo padre, da creare difficoltà nell'attribuzione delle sue opere.

## Vita privata
Il 20 febbraio 1541 sposò Barbara Brück, con la quale ebbe tre figli e una figlia. Dopo che il 10 febbraio 1550 la donna morì, l'artista si risposò con Magdalena Schurff il 24 maggio 1551, generando altri due figli e tre figlie.

## Opere principali
- Ritratto di Lucas Cranach il Vecchio, 1550, Firenze, Galleria degli Uffizi
- Ultima Cena simbolica, 1565, Dessau, Schlosskirche